# Jiny Lan
Jiny Lan (chinesisch 蓝镜, Pinyin Lan Jing, * 3. Mai 1970 in Xiuyan, Provinz Liaoning, Volksrepublik China) ist eine deutsche bildende Künstlerin chinesischer Herkunft. Nach ihrem Abschluss an der Chinesischen Hochschule der Künste in Hangzhou emigrierte sie 1995 nach Deutschland. Derzeit pendelt sie zwischen diesen beiden Ländern und stellt weltweit aus. Als Gründungsmitglied der „Bald Girls“, der ersten feministischen Künstlerinnengruppe in der chinesischen Geschichte, gilt sie als eine der Repräsentantinnen feministischer Kunst in China. Ihre Arbeiten umfassen Malerei, Performances, Installationen und Videos. Die Landeshauptstadt Düsseldorf errichtet 2025 eine Kunststiftung, die nach der Künstlerin Jiny Lan benannt wurde.

## Leben
Jiny Lan ist in der Provinz Liaoning aufgewachsen. Bereits im Alter von sechs Jahren begann sie mit dem künstlerischen Malen und besuchte von 1976 bis 1986 die Malschule im Kulturzentrum Xiuyan, Provinz Liaoning, unter der Leitung von Liu Renjie. Liu Renjie wechselte 1984 an die Lu Xun Kunstakademie in Shenyang, Provinz Liaoning. Der künstlerische Kontakt von Jiny Lan zu Liu Renjie blieb bestehen. So hatte sie vom 29. August bis zum 24. September 2006 an der Gruppenausstellung From ‘Polar Region’ to ‘Tie Xi Qu – Exhibition of Contemporary Art in Northeast China (1985–2006) im Guangdong Museum of Art in Guangzhou, China teilgenommen, bei der u. a. auch Liu Renjie unter den ausgestellten Künstlern war.
Nach ihrem Schulabschluss 1988 studierte Jiny Lan von 1988 bis 1991 Wirtschaftswissenschaften an der Bohai Universität in Jinzhou, Provinz Liaoning. Daran schloss sich von 1991 bis 1994 ihr Studium an der China Academy of Fine Arts Zhejiang an. Da ein zweites Studium in China nicht mehr staatlich finanziert wird, verdiente sie sich ihren Lebensunterhalt mit Architektur-, Plakat- und Werbemalerei. Von 1994 bis 1995 war sie Kunstredakteurin bei People’s Daily in Peking.
Danach emigrierte sie 1995 nach Deutschland. Versehentlich wurde dabei durch die Passbehörden Jiny statt Jing in ihren Pass eingetragen, so dass Jiny seitdem zu ihrem echten Vornamen wurde.
Von 1997 bis 2002 war Jiny Lan an der Universität Dortmund für das Lehramtsstudium in der Fächerkombination Kunst und Englisch eingeschrieben.
1999 erhielt sie die deutsche Staatsbürgerschaft. Bis 2005 unternahm sie viele Reisen u. a. nach London, Paris, New York und Italien, um sich mit der westlichen Kultur vertraut zu machen. Während der Reisen verdiente sie sich ihren Lebensunterhalt durch Porträtmalerei.
Von 2006 bis 2009 arbeitete sie als Projektkoordinatorin für die Stiftung Museum Schloss Moyland. 2013 hatte sie als Ko-Kuratorin an der ersten Joseph-Beuys-Ausstellung in China – Social Sculpture: Beuys in China; 2013, 9.7-11.15 im CAFA Museum (The Central Academy of Fine Arts Museum) in Peking mitgewirkt. Joseph Beuys und Fluxus beeinflussten vor dem Hintergrund dieser Erfahrungen ihr weiteres künstlerisches Schaffen.
Zusammen mit den chinesischen Künstlerinnen Xiao Lu und Li Xinmo gründete sie 2012 die feministische Künstlerinnengruppe Bald Girls. In der ersten Bald Girls–Ausstellung in Peking im Iberia Zentrum für zeitgenössische Kunst musste ihr Kunstwerk Collektive Efforts – Red Sun kurz vor der Eröffnung der Ausstellung auf Befehl der Geheimpolizei abgehängt werden. Jiny Lan stellte sich als Jiang Qing, die Witwe von Mao Zedong dar, die nach Maos Tod zu lebenslanger Haft verurteilt worden war und die sich einige Jahre später im Gefängnis das Leben genommen hatte. Durch diese Zensur zog Jiny Lan die Aufmerksamkeit von internationalen Medien wie zum Beispiel der The New York Times auf sich.
Jiny Lan lebt mit ihrer Familie in Bochum und arbeitet sowohl zuhause in Bochum wie in ihrem Atelier in Düsseldorf und Berlin. Regelmäßig pendelt sie zwischen China und Deutschland.

## Werk
Ihr Malstil der „Um-Malungsmanöver“ ist eine Art Markenzeichen Lans geworden. Das Thema des 2012 der Zensur zum Opfer gefallenen Werkes Collektive Efforts – Red Sun führte sie 2013 im Rahmen ihrer Einzelausstellung Ein-Personen-Chor im Museum NRW-Forum fort. In der Innenstadt Düsseldorfs und entlang der Autobahn ließ Jiny Lan 56 T18-Werbeplakate und 108 DIN A0-Poster aufstellen. Das Motiv war dasselbe, das in China verboten worden war, erzeugte aber in Düsseldorf kaum einen Effekt.
Kurze Zeit später malte Lan für eine Benefizauktion der Frauenorganisation Terre des Femmes in der Berlinischen Galerie auf ihr eigenes Aktbild zusätzlich ein männliches Geschlechtsorgan. Diese vorher nicht angekündigte Aktion rief einige Unruhe beim Auktionator des Hauses Christie’s hervor. Der Fernsehmoderator und Publizist Roger Willemsen bot Jiny Lan die Gelegenheit, ihre Motivation für diese Tat zu erklären: gegen die unbewusste Wahrnehmung der Frau als Objekt. Das Bild wurde von niemandem ersteigert. Später spendete die Künstlerin das Werk für das Berliner Büro von Terre des Femmes.
2014 veranstaltete Lan zur Eröffnung der Gruppenausstellung Single Moms im Frauenmuseum Bonn eine Performance, während der sie vor Publikum auf einem ihrer Gemälde, das den chinesischen Philosophen Konfuzius darstellte, dessen männliches Geschlechtsorgan in ein weibliches um-malte. Dabei ließ sie Konfuzius „seine 81 Generationen von Nachfolgern“ in Form von Babypuppen gebären.
Im Sommer 2017 inszenierte Lan im Museum Kunstforum Wien im Rahmen ihrer Einzelausstellung die Performance „Augenzeugen für Fälschung gesucht“. Sie malte vor Publikum den Kopf den Bundeskanzlerkandidaten Sebastian Kurz auf ein Aktportrait ihres Ehemannes. Die Aktion erzeugte ein breites Medienecho.
Im Jahr 2019 malte Jiny Lan die Serie „Meisterwerke“, in der sie acht der bedeutendsten deutschen bildenden Künstler der Nachkriegszeit auf ihre ganz eigene Weise porträtierte: Joseph Beuys, Sigmar Polke, A.R. Penck und Jörg Immendorf, Gerhard Richter, Markus Lüpertz, Georg Baselitz und Anselm Kiefer. Diese Bilderserie ist zum einen eine Hommage, die sie mit ihrem eigenen, teilweise ironisch gebrochenen feministischen Blick auf diese Kunstgrößen gemalt hat. Sie liefert zum anderen auch durch die Auswahl der Porträtierten einen historischen Beleg dafür, was deutsche Künstler durch ihr Werk zur internationalen Kunstszene und -geschichte beigetragen haben. So sind die „Meisterwerke“ eben keine Porträts im klassischen Sinne, sondern Werke der Beobachtung und der Analyse der deutschen Kultur durch Jiny Lan. Die „Meisterwerke“ wurden zuerst in der Ausstellung „Parallel“ in der Ludwiggalerie Schloss Oberhausen ab September 2019 dann in der Ausstellung „Genealogies“ in der Biblioteca Nazionale Marciana in Venedig gleichzeitig mit der parallel stattfindenden 58. Biennale gezeigt. Die Serie fand national wie international große Beachtung. Im Jahr 2020 partizipierte Jiny Lan auf Einladung von Bruno Latour, einem der bekanntesten französischen Soziologen und Philosophen, an einem Projekt für das ZKM (Zentrum für Kunst und Medien Karlsruhe). Im Jahr 2021 wurde Lan in die Sammlung des Deutschen Bundestages aufgenommen. Für ein Gemeinschaftsprojekt der Cordts Art Foundation und Gesellschaft für Deutsch-Chinesischen kulturellen Austausch e.V. (GeKA) erhielt Jiny Lan im Jahr 2021 ein Stipendium und residierte in Berlin-Schwanenwerder. Am 17. Dezember 2023 erhielt Jiny Lan den hoch dotierten Kunstpreis „Löwe von Weilberg“. Gestiftet wurde dieser vom privaten Rosenhang-Museum. In Deutschland ist Jiny Lan für ihre Künstlerporträts von Kanzlern bekannt. Im Rahmen einer weiteren Kunstaktion reist das Kunstwerk der chinesisch-deutschen Künstlerin namens „Artainer“ – ein mobiler Kunstcontainer – durch die Welt. Das Projekt verbindet Weltraumforschung, Nachhaltigkeit, Mobilität und unterirdisches Erbe in einem neuen künstlerischen Format. Demnach startete ein mit Helium gefüllter Ballon mit Kunstwerken an Bord in die Stratosphäre. Jiny Lan erklärte ihren Gedanken dahinter wie folgt: „Damit uns bewusst wird, wie wir miteinander umgehen, wie wir mit der Natur umgehen und wie wir mit der Erde umgehen sollen.“

## Ausgewählte Ausstellungen
(Quelle:)

### Einzelausstellungen
- 2018 The World is Sometimes Flat, Sometimes Round, Galerie Michael Schultz, Berlin (DE)[43][44]
- 2017 Jiny Lan Sonderausstellung „Visionsverwaltung“, Bank Austria Kunstforum Wien (AT)[45]
- 2017 Globales Nonverbales, Galerie Shanghai, München (DE)[46]
- 2016 Bald Girls – Fempire de Mai, L’Espace des Femmes – Antoinette Fouque, Paris (FR)[47]
- 2015 Female fairytale, kunst-raum schulte-goltz-noelte, Essen (DE)[48][49]
- 2014 Face to Face – Portraitmalerei heute, Galerie Anette Müller, Düsseldorf[50]
- 2013 Ein-Personen-Chor, NRW-Forum Düsseldorf (DE)[51]
- 2012 Die zwölfte unschuldige Frau, Galerie Petra Nostheide-Eycke, Düsseldorf (DE).[52]
- 2003 90 Days in NYC, Red Dot Solutions, New York City (US)[53]

### Gruppenausstellungen
- 2019 Genealogies, Biblioteca Nazionale Marciana Venedig (IT)[54]
- 2019 Parallel, Ludwiggalerie Schloss Oberhausen[55][56][57]
- 2018 Rent a Thirdhand Experience,[58] Confluentes III. Festival, Ludwig Museum Koblenz (DE)[59]
- 2018 Mona Lisa – Internationale Perspektiven auf ein weltberühmtes Bild von 17 zeitgenössischen Künstlerinnen und Künstlern, Wasserburg Haus Graven in Langenfeld[60][61]
- 2017 China DIALOGUE. TRANSMISSION, Ludwig Museum im Deutschherrenhaus Koblenz[62]
- 2015 Infinitive Love, City Hall Hongkong (CN)
- 2015 summer journey & index 15 – kunst-raum schulte-goltz-noelte[63], Essen (DE)
- 2014 BALD GIRLS – Pink Solution, Fundaciòn Lia Faro del Tempo, Bogota (CO)[64][65]
- 2014 summer journey & index 14 – kunst-raum schulte-goltz-noelte, Essen
- 2014 BALD GIRLS – Timelag, Frauenmuseum Bonn
- 2013 Ausstellung in der 9ten Shanghai Biennale, Shanghai Museum of Contemporary Art (CN)
- 2013 Bald Girls 2- A Door, Peking (CN)[66]
- 2013 Gruppenausstellung Summer Journey, Galerie Kunstraum, Essen (DE)
- 2012 BALD GIRLS, mit Xiao lu, Li Xinmo, Iberia Center for Contemporary Art, Peking (CN).
- 2012 RAW ART FAIR, Rotterdam, mit Galerie Petra Nostheide-Eycke, Düsseldorf (DE)[67]
- 2006 Frozen Zone – North East Art From 1985 To 2006, Canton Museum of Art, Guangzhou (CN)

## Ausgewählte Performances und Installationen
- 2013: Batman, Berlinische Galerie
- 2014: Who’s your Daddy?, Frauenmuseum Bonn
- 2014: Performance/Installation: Ein bescheidener Vorschlag Frauenmuseum Bonn, Deutschland
- 2014: Survival of the fittest, Bogota Fundaciòn Lia Faro del Tempo Zentrum für zeitgenössische Kunst
- 2013: One Person Room, Shanghai Museum of Contemporary Art, NRW-Forum Düsseldorf Shanghai Jinghao Textil Fabrik, BOMAFA Machine Fabrik Bochum
- 2015: Lack le(乐) by low (Zusammenarbeit mit Benjamin Patterson), Wiesbaden Kaiser & Cream, Deutschland[68]

## Publikationen
- Bald Girls, Exhibition of Xiaolu, Li Xinmo and Lan Jiny, Hrsg. Juan Xu, Iberia Center for Contemporary Art, Peking 2012, ISBN 978-986-84799-4-4.
- Jiny Lan, The World is Sometimes Flat, Sometimes Round, Hrsg. schultz contemporary, Berlin 2018, ISBN 978-3-946879-15-2.